# Marieta Severo
Marieta Severo da Costa OMC (Rio de Janeiro, 2 de novembro de 1946) é uma atriz, roteirista e produtora teatral brasileira. Ela é conhecida pelos diversos trabalhos no cinema, televisão e teatro, sendo uma das atrizes mais premiadas do país, já tendo ganhado quatro estatuetas da APCA, três Prêmios Guarani, um Kikito, dois prêmios Shell e dois Molières, além de receber duas indicações ao Grande Otelo. Em 2012, foi agraciada com a Ordem do Mérito Cultural por sua contribuição à cultura nacional.
Marieta iniciou sua carreira teatral em 1965 e estreou na televisão no ano seguinte, na telenovela O Sheik de Agadir, exibida pela Rede Globo. A partir daí, atuou em diversas telenovelas e programas da emissora - sobretudo interpretando vilãs em telenovelas como Vereda Tropical (1984–85), Deus Nos Acuda (1992), Laços de Família (2000–01), Verdades Secretas (2015) e O Outro Lado do Paraíso (2017–18). Ela também ficou conhecida por interpretar a divertida Irene "Dona Nenê" Silva no seriado A Grande Família (2001–14), papel que lhe rendeu diversos prêmios e elogios da crítica e público. No cinema atuou em diversas produções, como Com Licença, Eu Vou à Luta (1986), O Corpo, Carlota Joaquina, Princesa do Brazil (1995), Castelo Rá-Tim-Bum, o Filme (1999), As Três Marias, A Dona da História (2004), Cazuza - O Tempo Não Para (2004), e Vendo ou Alugo (2013), A Voz do Silêncio (2018) e Noites de Alface (2021).
Foi casada por 33 anos com o cantor e compositor Chico Buarque de Hollanda, com quem teve três filhas: Sílvia, Helena, e Luísa, além de criar Janaína Diniz, filha de Leila Diniz, após o falecimento desta. Em 2005, fundou, ao lado da amiga Andrea Beltrão, o Teatro Poeira no Rio de Janeiro.

## Família e educação
Descendente remota de portugueses do arquipélago dos Açores, Marieta Severo nasceu em 2 de novembro de 1946, no Rio de Janeiro. Só foi registrada no dia 3, pois seu pai Luís Antonio Severo da Costa não queria que houvesse comemoração no Dia dos Mortos. Filha de um advogado e de uma professora de inglês chamada Lígia Paixão, sonhava em ser bailarina e estudou balé clássico durante muitos anos, mas mantinha os pés no chão. Sem ter ninguém do meio artístico para lhe servir de exemplo na família, não pensava seriamente em seguir a carreira artística. Formou-se professora normalista no Instituto Superior de Educação do Rio de Janeiro, mas ao conhecer o Tablado, de Maria Clara Machado, decidiu investir na carreira de atriz.
| “ | Eu era a contadora de histórias oficial da escola. Quando faltava uma professora em outra turma, falavam: 'Chama a Marietinha para contar história!' O que eu fazia naquela época tem a ver com o que faço hoje: contar histórias. | ” |

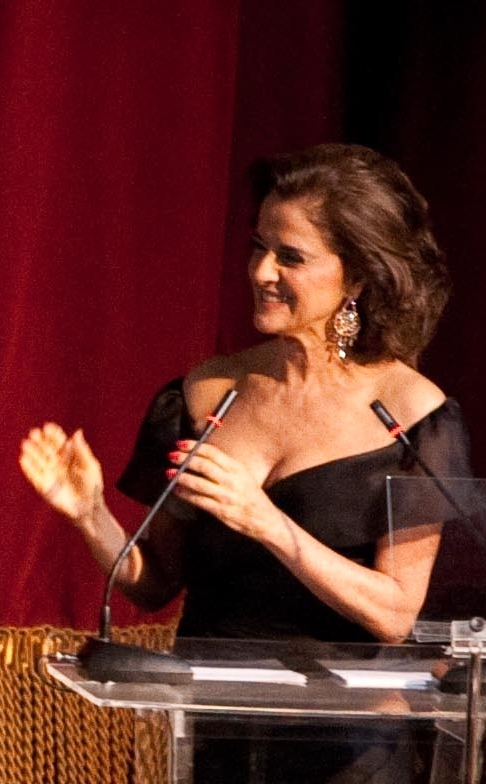
Marieta em maio de 2010, na reinauguração do Teatro Municipal do Rio de Janeiro.

Em 1964, Severo casou-se com seu primeiro namorado, o artista plástico Carlos Vergara, mas após um ano juntos, divorciaram-se. Logo depois começou um relacionamento com o compositor Chico Buarque. Casaram-se em 1966. O matrimônio de 33 anos gerou três filhas: Helena, Luísa e a atriz Sílvia Buarque. Além disso, cuidou da filha de Leila Diniz , Janaína Diniz, após o falecimento da atriz. Em 1999, optaram pelo divórcio.
Após outros relacionamentos, conheceu o diretor teatral Aderbal Freire Filho, e iniciaram um namoro. Casaram-se em 2004, e até hoje estão juntos.
Em junho de 2020, Aderbal Freire Filho teve um acidente vascular cerebral (AVC). Desde então, ficou internado em um hospital do Rio de Janeiro e Marieta passou o maior tempo possível ao lado do marido. A relação matrimonial com Aderbal durou até 9 de agosto de 2023, data em que ele faleceu.

## Carreira
Em 1964, Severo foi acompanhar uma amiga em um teste para uma peça e acabou sendo convidada pelo diretor Luiz Carlos Maciel para um papel no filme Society em Baby Doll. Na mesma época, estreou também no teatro com a peça Feitiços de Salém. No final do mesmo ano, pisou pela primeira vez no palco num pequeno papel em As Feiticeiras de Salém, de Arthur Miller. A protagonista da peça, Eva Wilma, a indicou para um papel na novela O Sheik de Agadir, de Glória Magadan, na recém-inaugurada TV Globo.
Na trama, então com 19 anos e em seu primeiro papel na televisão, interpretou a princesa árabe Éden, a antagonista da trama. No decorrer da história, misteriosos assassinatos vão acontecendo. A identidade do criminoso, conhecido pelo nome Rato, só foi revelada no final da trama. Para surpresa do público, o Rato era a princesa Éden, sua personagem. Em 1967, participou da novela O Homem Proibido e atuou no filme Todas as Mulheres do Mundo. Em 1968, estrelou o musical Roda Viva, que criticava abertamente o regime militar, e entrou na mira dos agentes da segurança nacional.

### Época do exílio
À época dos anos de chumbo, acompanhando o marido, Chico Buarque, no lançamento de um álbum em Roma, e grávida de Sílvia, Marieta recebeu notícias de como andava a situação no Brasil e foi aconselhada a não retornar. Passou dois anos neste "autoexílio" em Roma.

### Volta ao Brasil e regresso à carreira
No final de 1970, Severo voltou ao Brasil e retomou a carreira de atriz, participando da novela E Nós, Aonde Vamos?, sob a direção de Sérgio Britto, exibida pela Rede Tupi. Depois desse trabalho, afastou-se da televisão para se dedicar às três filhas, e também aos projetos de teatro e cinema. Em 1978, atuou no filme Chuvas de Verão e na peça Ópera do Malandro. Em 1979 esteve em cartaz com o longa Bye Bye Brasil.
Em 1983, após 18 anos, Severo voltou à TV Globo e trabalhou em duas produções da emissora: a minissérie Bandidos da Falange e a novela Champagne, onde interpretou a frágil Dinah, mulher hostilizada pelo marido machista Zé Brandão, vivido por Jorge Dória. Demorou a se firmar como intérprete de televisão. Após a estreia em 1966, só se consagraria no meio, a partir dos anos 1980, vivendo personagens como a vilã Catarina de Vereda Tropical, em 1984.
Em 1985, interpretou Suzana, a ex-mulher do costureiro Ariclenes, de Luis Gustavo, com quem vivia uma relação de amor e ódio, rendendo cenas hilárias à novela Ti Ti Ti. Em 1986, foi agraciada com o prêmio de melhor atriz pelo Festival de Gramado, pela sua atuação no filme Com Licença, Eu Vou à Luta. Em 1988, integrou o elenco do seriado Tarcísio & Glória, protagonizado por Tarcísio Meira e Glória Menezes. Depois, em 1989, encarnou a nobre e independente Madeleine de Que Rei Sou Eu?.
Em 1992, Severo mais uma vez desponta como a antagonista principal de uma novela ao dar vida a perversa secretária Elvira, a grande vilã de Deus Nos Acuda. Em 1994 fez parte do elenco da novela Pátria Minha, dando vida a vilã Loretta. Entre 1995 e 1997, participou de alguns episódios da série A Comédia da Vida Privada. Também em 1995, foi protagonista do filme Carlota Joaquina, Princesa do Brazil. Posteriormente, em 2000, voltou as novelas interpretando mais uma vilã, a sofisticada Alma Flora, de Laços de Família, personagem que lhe rendeu o prêmio de Melhor Atriz pela Associação Paulista de Críticos de Arte (APCA).
No filme As Três Marias, de 2002, Severo faz uma mulher forte que tem seu marido e dois filhos brutalmente assassinados. Ela convoca então as três filhas para cada uma delas procurar um matador e vingar o pai. Foi nesse ano, que a atriz recebeu o prêmio Oscarito, do Festival de Gramado, pelos 37 anos de carreira dedicados ao cinema brasileiro. Em seguida, no ano de 2004, filmou Cazuza - O Tempo Não Para, onde interpretou Lucinha Araújo, mãe do cantor Cazuza. Também em 2004, protagonizou o longa A Dona da História, baseado na peça de João Falcão.

### Dona Nenê

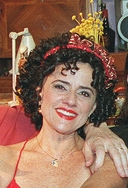
Severo como Dona Nenê, em 2001

De 2001 a 2014, Severo trabalhou no seriado A Grande Família, exibido pela Rede Globo, no qual interpretou a dona-de-casa Dona Nenê, ao lado de Marco Nanini.

### Teatro Poeira
Em 2005, ao lado da amiga Andréa Beltrão, Severo inaugurou o Teatro Poeira, em Botafogo, Rio de Janeiro. O empreendimento era um sonho antigo das atrizes. Em 2007, as duas estrearam o espetáculo As Centenárias e, no mesmo ano, estavam na versão cinematográfica de A Grande Família.

### Fim daGrande Famíliae regresso às novelas
Severo foi convidada para interpretar a presidente Dilma Rousseff no filme homônimo baseado na obra A 1ª Presidenta, do escritor e jornalista Helder Caldeira, que seria rodado em 2012, mas recusou o convite alegando outros compromissos profissionais. Em 2015, voltou as novelas para interpretar a cafetina Fanny Richard, a vilã da novela Verdades Secretas. Por sua atuação venceu o Prêmio Extra de Televisão, na categoria de melhor atriz. Em 2017, voltou ao horário nobre, retornando sua parceria com Walcyr Carrasco e interpretando a diabólica vilã Sophia, a matriarca autoritária e grande vilã em O Outro Lado do Paraíso. Em 2020, retornaria ao horário nobre, integrada no elenco do folhetim de Lícia Manzo, intitulado Um Lugar ao Sol, onde interpreta a avó da protagonista Lara (Andreia Horta). A produção foi, contudo, interrompida por conta da pandemia de COVID-19 e só estreou em novembro de 2021.

## Filmografia

### Televisão
| Ano     | Título                                         | Personagem                       | Nota                             |
| ------- | ---------------------------------------------- | -------------------------------- | -------------------------------- |
| 1966    | O Sheik de Agadir                              | Éden de Bassora                  |                                  |
| 1967    | O Homem Proibido                               | Thana                            |                                  |
| 1970    | E Nós, Aonde Vamos?                            | Rachel                           |                                  |
| 1983    | Bandidos da Falange                            | Denise                           |                                  |
| 1983    | Champagne                                      | Dinah Mercadante Brandão         |                                  |
| 1984    | Vereda Tropical                                | Catarina de Oliva Salgado        |                                  |
| 1985    | Ti Ti Ti                                       | Suzana Azevedo                   |                                  |
| 1987    | Armação Ilimitada                              | Governanta                       | Episódio: "O Pai do Bacana"      |
| 1987    | Canção de Todas as Crianças                    | Cordélia                         | Especial de fim de ano           |
| 1988    | Tarcísio & Glória                              | Carmem Oswalt                    |                                  |
| 1989    | Que Rei Sou Eu?                                | Madeleine Bouchet                |                                  |
| 1990    | Delegacia de Mulheres                          | Jandira                          | Episódio: "Raios e Trovões"      |
| 1992    | As Noivas de Copacabana                        | Promotora                        |                                  |
| 1992    | Deus Nos Acuda                                 | Elvira Ferreira Bismark          |                                  |
| 1994    | Pátria Minha                                   | Loretta Ramos Pellegrini Vilela  |                                  |
| 1994    | Confissões de Adolescente                      | Helena                           | Episódio: "Mamãe Noel"           |
| 1995    | A Farsa da Boa Preguiça                        | Clarabela Catacão                | Telefilme                        |
| 1995    | Brasil Legal                                   | Selma                            | Episódio: "Brasileiro Perfeito"  |
| 1995    | A Comédia da Vida Privada                      | Regina                           | Episódio: "Mãe é Mãe"            |
| 1996    | A Comédia da Vida Privada                      | Bia                              | Episódio: "Drama"                |
| 1996    | A Comédia da Vida Privada                      | Maria Tereza                     | Episódio: "Parece Que Foi Ontem" |
| 1997    | A Comédia da Vida Privada                      | Helena                           | Episódio: "A Grande Noite"       |
| 2000    | Laços de Família                               | Alma Flora Pirajá de Albuquerque |                                  |
| 2001–14 | A Grande Família                               | Irene Souza Silva (Dona Nenê)    |                                  |
| 2004    | Sitcom.br                                      | Mulher com insônia               | Episódio: "Insônia"              |
| 2015    | Verdades Secretas                              | Fanny Richard / Rita de Cássia   | Temporada 1                      |
| 2017    | O Outro Lado do Paraíso                        | Sophia Montserrat                |                                  |
| 2019    | O Álbum da Grande Família                      | Dona Nenê (narradora)            |                                  |
| 2019    | As Vilãs que Amamos                            | Ela mesma                        | Episódio: "8"                    |
| 2021    | Mulheres Fantásticas                           | Narradora                        | Episódio: "Tu Youyou"            |
| 2021    | Um Lugar ao Sol                                | Ana Maria Moreira Bastos (Noca)  |                                  |
| 2022    | Pacto Brutal - O Assassinato de Daniella Perez | Ela mesma                        |                                  |

### Cinema
| Ano  | Filme                                | Personagem                              | Nota              |
| ---- | ------------------------------------ | --------------------------------------- | ----------------- |
| 1965 | Society em Baby-Doll                 |                                         |                   |
| 1966 | Todas as Mulheres do Mundo           | Dorinha                                 |                   |
| 1970 | Quatro Contra o Mundo                |                                         |                   |
| 1972 | Roleta Russa                         | Maria                                   |                   |
| 1976 | Crueldade Mortal                     | Jurema                                  |                   |
| 1977 | Gente Fina É Outra Coisa             | Elsa                                    |                   |
| 1977 | Chuvas de Verão                      | Dodora                                  |                   |
| 1979 | Bye Bye Brasil                       | Assistente social                       |                   |
| 1980 | Certas Palavras                      | Ela mesma                               | Documentário      |
| 1986 | Sonho Sem Fim                        | Lola                                    |                   |
| 1986 | Com Licença, Eu Vou à Luta           | Eunice                                  | Também roteirista |
| 1986 | A Espera                             | Narradora                               | Curta-metragem    |
| 1986 | O Homem da Capa Preta                | Zina                                    |                   |
| 1987 | Leila Diniz                          | Srª. Diniz                              |                   |
| 1987 | Por Dúvida das Vias                  | Vesga                                   | Curta-metragem    |
| 1987 | Sonhos de Menina-Moça                | Suely                                   |                   |
| 1988 | Mistério no Colégio Brasil           | Patrícia                                |                   |
| 1989 | Faca de Dois Gumes                   | Sônia J. Amado                          |                   |
| 1989 | A Porta Aberta                       |                                         | Curta-metragem    |
| 1991 | O Corpo                              | Carmen                                  |                   |
| 1991 | Vai Trabalhar, Vagabundo II: a Volta | Carmen, a "Dama de Copas"               |                   |
| 1993 | Diário Noturno                       | Funcionária pública                     | Curta-metragem    |
| 1995 | Carlota Joaquina, Princesa do Brazil | Carlota Joaquina de Bourbon             |                   |
| 1997 | Guerra de Canudos                    | Penha                                   |                   |
| 1999 | Castelo Rá-Tim-Bum, o Filme          | Losângela Stradivarius / Madame Wandete |                   |
| 1999 | Um Copo de Cólera                    |                                         |                   |
| 1999 | Outras Estórias                      | Nathiaga                                |                   |
| 2000 | A Nova Onda do Imperador             | Yzma (voz)                              | Dublagem          |
| 2000 | Villa-Lobos - Uma Vida de Paixão     | Noêmia                                  |                   |
| 2001 | Janela da Alma                       | Ela mesma                               | Documentário      |
| 2002 | As Três Marias                       | Filomena Capadócio                      |                   |
| 2004 | A Dona da História                   | Carolina                                |                   |
| 2004 | Cazuza - O Tempo Não Para            | Lucinha Araújo                          |                   |
| 2004 | Quase Dois Irmãos                    | Helena                                  |                   |
| 2006 | Irma Vap - O Retorno                 | Ela mesma                               |                   |
| 2007 | A Grande Família: O Filme            | Dona Nenê                               |                   |
| 2007 | Pequenas Histórias                   | Maria Contadora-de-Histórias            |                   |
| 2007 | O Tablado e Maria Clara Machado      | Ela mesma                               | Documentário      |
| 2010 | Sonhos Roubados                      | Dolores                                 |                   |
| 2010 | Quincas Berro D'Água                 | Manuela                                 |                   |
| 2012 | Vendo ou Alugo                       | Maria Alice                             | Também produtora  |
| 2017 | Todos os Paulos do Mundo             | Ela mesma                               | Documentário      |
| 2017 | Os Transgressores                    | Ela mesma                               | Documentário      |
| 2018 | A Voz do Silêncio                    | Maria Cláudia                           |                   |
| 2021 | Noites de Alface                     | Ada                                     |                   |
| 2022 | Duetto                               | Lúcia                                   |                   |
| 2022 | Aos Nossos Filhos                    | Vera                                    |                   |
| 2025 | Câncer com Ascendente em Virgem      | Leda                                    |                   |

### Internet
| Ano  | Título     | Personagem | Nota     |
| ---- | ---------- | ---------- | -------- |
| 2010 | Super Nice | Lúcia      | Websérie |

## Teatro
| Ano     | Título                                         | Papel                    |
| ------- | ---------------------------------------------- | ------------------------ |
| 1965    | As Feitiçeiras de Salém                        | Suzanna Walcott          |
| 1965    | Um Menino Bem                                  | Carmen                   |
| 1965    | O Labirinto                                    |                          |
| 1966    | Se Correr o Bicho Pega e Se Ficar o Bicho Come | Mocinha                  |
| 1966    | Viagem a Três                                  | Zaina                    |
| 1967    | Onde Canta o Sabiá                             |                          |
| 1968    | Roda Viva                                      | Juliana                  |
| 1970    | Jorginho o Machão                              |                          |
| 1972    | O Segredo do Velho Mudo                        |                          |
| 1972    | Bordel da Salvação                             |                          |
| 1973    | Desgraças de Uma Criança                       | Rita                     |
| 1974    | O Casamento do Pequeno-Burguês                 |                          |
| 1975    | Titus Andronicus                               |                          |
| 1977    | Os Saltimbancos                                | Gata                     |
| 1978    | Ópera do Malandro                              | Terezinha                |
| 1979    | Sinal de Vida                                  |                          |
| 1980    | No Natal A Gente Vem Te Buscar                 | Solteirona               |
| 1982    | Amadeus                                        |                          |
| 1982    | Musical dos Musicais                           |                          |
| 1982    | Aurora da Minha Vida                           |                          |
| 1985    | Um Beijo, Um Abraço, Um Aperto de Mão          |                          |
| 1987    | Ligações Perigosas                             |                          |
| 1988    | Cenas de Outono                                |                          |
| 1989    | A Estrela do Lar                               | Mãe                      |
| 1992    | Antígona                                       | Antígona                 |
| 1995    | Torre de Babel                                 | Duquesa Latídia de Teran |
| 1998    | A Dona da História                             | Carolina                 |
| 2000    | Quem Tem Medo de Virgínia Woolf                | Martha                   |
| 2002    | Os Solitários                                  | Phyllis                  |
| 2005    | Sonata de Outono                               | Charlotte                |
| 2007–11 | As Centenárias                                 | Socorro                  |
| 2013–17 | Incêndios                                      | Nawal Marwan             |
| 2022    | O Espectador                                   | Advogado/Juiz/Testemunha |

## Prêmios e indicações

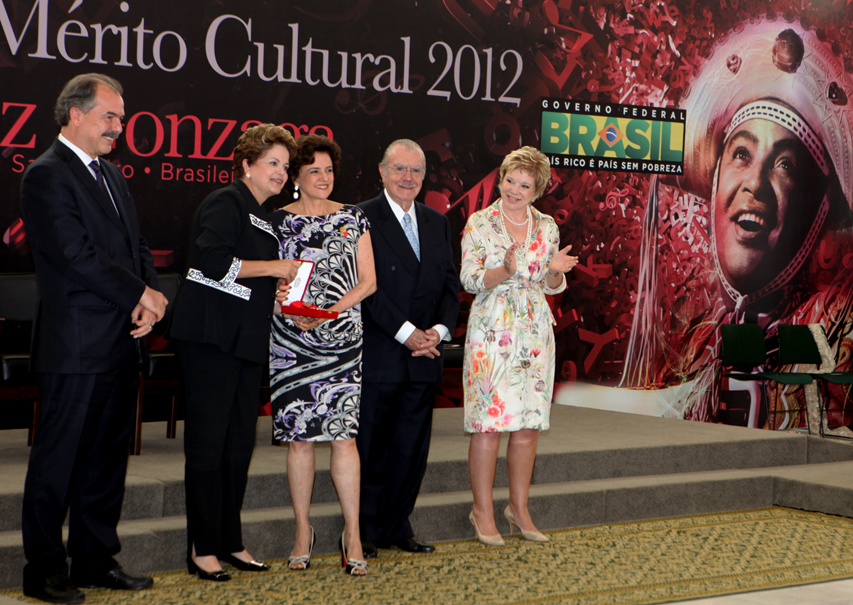
Severo recebendo a Ordem do Mérito Cultural, ao lado da presidente Dilma Rousseff e do ex-presidente José Sarney, em 2012

Severo é reconhecida pela crítica como uma das mais competentes atrizes em todos os segmentos de atuação: o palco, o cinema e a TV. Segundo o diretor Newton Moreno: "Ela se tornou um fomento para uma nova dramaturgia nacional, encomendando ou dando visibilidade a muitos textos. Assim, nestes 50 anos [de carreira], Marieta ajudou o Brasil a se ver em cena. Seja um Brasil suburbano, periférico, sertanejo, trágico ou festivo."
| Ano  | Prêmio                                    | Categoria                                           | Trabalho                             | Resultado | Ref             |
| ---- | ----------------------------------------- | --------------------------------------------------- | ------------------------------------ | --------- | --------------- |
| 1974 | Prêmio Governador do Estado               | Melhor Atriz Coadjuvante                            | O Casamento do Pequeno-Burguês       | Venceu    | [ 86 ]          |
| 1977 | Prêmio Mambembe                           | Melhor Atriz                                        | Os Saltimbancos                      | Indicado  | [ 87 ]          |
| 1981 | Prêmio Molière                            | Melhor Atriz                                        | No Natal A Gente Vem te Buscar       | Venceu    | [ 88 ]          |
| 1981 | Prêmio Mambembe                           | Melhor Atriz                                        | No Natal A Gente Vem te Buscar       | Venceu    | [ 89 ]          |
| 1985 | Prêmio APCA de Televisão                  | Melhor Atriz                                        | Vereda Tropical                      | Venceu    | [ 44 ]          |
| 1986 | Festival de Cinema de Gramado             | Melhor Atriz                                        | A Espera                             | Venceu    | [ 86 ]          |
| 1989 | Prêmio Shell de Teatro                    | Melhor Atriz                                        | Estrela do Lar                       | Venceu    | [ 86 ]          |
| 1989 | Prêmio Molière                            | Melhor Atriz                                        | Estrela do Lar                       | Venceu    | [ 86 ]          |
| 1989 | Prêmio Mambembe                           | Melhor Atriz                                        | Estrela do Lar                       | Venceu    | [ 86 ]          |
| 1990 | Prêmio Golden Metais                      | Melhor Atriz                                        | Estrela do Lar                       | Venceu    | [ 90 ]          |
| 1991 | Festival de Cinema de Brasília            | Melhor Atriz                                        | O Corpo                              | Venceu    | [ 91 ]          |
| 1993 | Festival de Cinema de Gramado             | Melhor Atriz                                        | Diário Noturno                       | Venceu    | [ 86 ]          |
| 1994 | Prêmio TV Press                           | Melhor Atriz                                        | Pátria Minha                         | Venceu    |                 |
| 1995 | Prêmio APCA de Televisão                  | Melhor Atriz Coadjuvante                            | Pátria Minha                         | Venceu    | [ 86 ]          |
| 1995 | Prêmio Prefeitura de São Paulo            | Melhor Atriz                                        | Carlota Joaquina, Princesa do Brazil | Venceu    | [ 86 ]          |
| 1996 | Prêmio Guarani de Cinema Brasileiro       | Melhor Atriz                                        | Carlota Joaquina, Princesa do Brazil | Venceu    |                 |
| 1997 | Troféu APCA                               | Melhor Atriz                                        | O Corpo                              | Venceu    | [ 44 ]          |
| 1998 | Prêmio Guarani de Cinema Brasileiro       | Melhor Atriz Coadjuvante                            | Guerra de Canudos                    | Venceu    |                 |
| 2000 | Prêmio TV Press                           | Melhor Atriz                                        | Laços de Família                     | Venceu    |                 |
| 2001 | Prêmio APCA de Televisão                  | Melhor Atriz                                        | Laços de Família                     | Venceu    | [ 44 ]          |
| 2001 | Prêmio Guarani de Cinema Brasileiro       | Melhor Atriz Coadjuvante                            | Castelo Rá-Tim-Bum, o Filme          | Venceu    |                 |
| 2001 | Prêmio Arte Qualidade Brasil              | Melhor Atriz de Série ou Projeto Especial           | A Grande Família                     | Venceu    | [ 92 ]          |
| 2001 | Prêmio TV Press                           | Melhor Atriz                                        | A Grande Família                     | Venceu    |                 |
| 2002 | Festival de Cinema de Gramado             | Troféu Oscarito                                     | Conjunto da Obra                     | Venceu    | [ 93 ]          |
| 2003 | Prêmio Arte Qualidade Brasil              | Melhor Atriz de Humorístico                         | A Grande Família                     | Indicada  |                 |
| 2003 | Grande Prêmio do Cinema Brasileiro        | Melhor Atriz                                        | As Três Marias                       | Indicada  | [ 94 ]          |
| 2004 | Prêmio Arte Qualidade Brasil              | Melhor Atriz de Humorístico                         | A Grande Família                     | Venceu    | [ 92 ]          |
| 2005 | Prêmio Guarani de Cinema Brasileiro       | Melhor Atriz Coadjuvante                            | Cazuza - O Tempo não Para            | Indicado  |                 |
| 2005 | Prêmio Guarani de Cinema Brasileiro       | Melhor Atriz                                        | A Dona da História                   | Indicada  | [ 95 ]          |
| 2005 | Brazilian Film Festival of Miami          | Melhor Atriz                                        | A Dona da História                   | Venceu    | [ 96 ]          |
| 2005 | Prêmio Arte Qualidade Brasil              | Melhor Atriz em Filme                               | A Dona da História                   | Indicada  |                 |
| 2006 | Prêmio Guarani de Cinema Brasileiro       | Melhor Atriz                                        | Quase Dois Irmãos                    | Indicado  |                 |
| 2006 | Prêmio Shell de Teatro                    | Prêmio Especial (com Andrea Beltrão                 | Incentivo ao Teatro                  | Venceu    | [ 97 ]          |
| 2006 | Prêmio Eletrobras de Teatro               | Homenagem                                           | Incentivo ao Teatro                  | Venceu    | [ 98 ]          |
| 2006 | Prêmio Faz Diferença - O Globo            | Teatro                                              | Incentivo ao Teatro                  | Venceu    | [ 99 ]          |
| 2007 | Prêmio Qualidade Brasil                   | Melhor Atriz de Comédia                             | As Centenárias                       | Venceu    | [ 100 ]         |
| 2007 | Prêmio Contigo! de Teatro                 | Melhor Atriz                                        | As Centenárias                       | Indicado  | [ 101 ]         |
| 2007 | Prêmio Mulheres Mais Influentes do Brasil | Arte                                                | Carreira                             | Venceu    | [ 102 ]         |
| 2007 | Prêmio Arte Qualidade Brasil              | Melhor Atriz de Humorístico                         | A Grande Família                     | Venceu    | [ 92 ]          |
| 2008 | Prêmio Arte Qualidade Brasil              | Melhor Atriz de Humorístico                         | A Grande Família                     | Indicada  | [ 103 ]         |
| 2009 | Prêmio Arte Qualidade Brasil              | Melhor Atriz de Humorístico                         | A Grande Família                     | Indicada  | [ 104 ]         |
| 2009 | Prêmio Quem de Televisão                  | Melhor Atriz                                        | A Grande Família                     | Indicada  | [ 105 ]         |
| 2010 | Prêmio Arte Qualidade Brasil              | Melhor Atriz de Humorístico                         | A Grande Família                     | Indicada  | [ 106 ]         |
| 2011 | Prêmio Contigo! de TV                     | Melhor Atriz em Série                               | A Grande Família                     | Indicada  | [ 107 ] [ 108 ] |
| 2011 | Grande Prêmio do Cinema Brasileiro        | Melhor Atriz                                        | Quincas Berro D'Água                 | Indicada  | [ 109 ]         |
| 2011 | Prêmio Contigo! de Cinema Nacional        | Melhor Atriz                                        | Quincas Berro D'Água                 | Venceu    | [ 110 ]         |
| 2011 | Prêmio 100% Vídeo de Cinema Brasileiro    | Melhor Atriz Coadjuvante                            | Quincas Berro D'Água                 | Indicado  | [ 111 ]         |
| 2011 | Prêmio Cenym de Teatro                    | Melhor Atriz Coadjuvante                            | As Centenárias                       | Indicado  | [ 112 ]         |
| 2012 | Prêmio Contigo! de TV                     | Melhor Atriz em Série ou Minissérie                 | A Grande Família                     | Indicada  | [ 113 ]         |
| 2012 | Ordem do Mérito Cultural                  | Classe Comendador                                   | Carreira                             | Venceu    | [ 114 ]         |
| 2013 | Prêmio Claudia                            | Homenagem                                           | Carreira                             | Venceu    | [ 115 ]         |
| 2013 | Cine PE - Festival do Audiovisual         | Melhor Atriz em Longa-metragem                      | Vendo ou Alugo                       | Venceu    | [ 116 ]         |
| 2013 | Festival Brasil de Cinema Internacional   | Melhor Atriz Principial                             | Vendo ou Alugo                       | Venceu    | [ 117 ]         |
| 2013 | Festival de Cinema de Natal               | Melhor Atriz                                        | Vendo ou Alugo                       | Indicado  | [ 118 ]         |
| 2013 | Prêmio Cesgranrio de Teatro               | Melhor Atriz                                        | Incêndios                            | Indicada  | [ 119 ]         |
| 2013 | Prêmio Quem de Teatro                     | Melhor Atriz                                        | Incêndios                            | Indicado  | [ 120 ]         |
| 2013 | Prêmio Questão de Crítica                 | Melhor Atriz                                        | Incêndios                            | Indicado  | [ 121 ]         |
| 2013 | Cariocas do Ano – Revista Veja            | Melhor Atriz                                        | Incêndios                            | Venceu    | [ 122 ]         |
| 2013 | Prêmio Faz Diferença – O Globo            | Destaque no Teatro                                  | Incêndios                            | Venceu    | [ 122 ]         |
| 2014 | Prêmio Qualidade Brasil de Teatro         | Melhor Atriz                                        | Incêndios                            | Indicada  | [ 123 ]         |
| 2014 | Prêmio APTR de Teatro                     | Melhor Atriz                                        | Incêndios                            | Venceu    | [ 122 ]         |
| 2014 | Prêmio Cenym de Teatro                    | Melhor Atriz                                        | Incêndios                            | Venceu    | [ 122 ]         |
| 2014 | Prêmio Botequim Cultural                  | Melhor Atriz                                        | Incêndios                            | Venceu    |                 |
| 2014 | Isto É - Perosalidade do Ano              | Cultura                                             | A Grande Família                     | Venceu    |                 |
| 2015 | Prêmio Aplauso Brasil de Teatro           | Melhor Atriz                                        | Incêndios                            | Indicada  | [ 124 ]         |
| 2015 | Prêmio Extra de Televisão                 | Melhor Atriz                                        | Verdades Secretas                    | Venceu    | [ 125 ]         |
| 2015 | Prêmio APCA de Televisão                  | Melhor Atriz de Televisão                           | Verdades Secretas                    | Indicada  | [ 126 ]         |
| 2015 | Prêmio Quem de Televisão                  | Melhor Atriz                                        | Verdades Secretas                    | Indicada  | [ 127 ]         |
| 2015 | Prêmio Encontrarte de Teatro              | Homenagem                                           | 50 anos de Carreira                  | Venceu    | [ 128 ]         |
| 2017 | Troféu Vídeo Show                         | Vilã do Ano                                         | O Outro Lado do Paraíso              | Venceu    | [ 129 ]         |
| 2018 | Melhores do Ano                           | Personagem do Ano                                   | O Outro Lado do Paraíso              | Venceu    | [ 130 ]         |
| 2018 | Prêmio Extra de Televisão                 | Melhor Atriz                                        | O Outro Lado do Paraíso              | Indicada  | [ 131 ]         |
| 2019 | Troféu Internet                           | Melhor Atriz                                        | O Outro Lado do Paraíso              | Indicada  |                 |
| 2019 | Prêmio Contigo! de TV                     | Troféu Como é Bom Te Ver na TV                      | O Outro Lado do Paraíso              | Indicado  |                 |
| 2019 | Prêmio APTR de Teatro                     | Homenagem                                           | 50 anos de Carreira                  | Venceu    | [ 132 ]         |
| 2022 | Festival Sesc Melhores Filmes             | Melhor Atriz Nacional                               | Noites de Alface                     | Indicada  |                 |
| 2022 | Grande Prêmio do Cinema Brasileiro        | Melhor Atriz                                        | Noites de Alface                     | Pendente  |                 |
| 2022 | Prêmio Cesgranrio de Teatro               | Categoria Especial (com Andréa Beltrão e Bia Lessa) | Exposição "15 Anos de Poeira"        | Pendente  |                 |
| 2023 | Festival Sesc Melhores Filmes             | Melhor Atriz Nacional                               | Duetto                               | Pendente  |                 |
| 2023 | Festival Sesc Melhores Filmes             | Melhor Atriz Nacional                               | Aos Nossos Filhos                    | Pendente  |                 |
| 2023 | Madrid Film Awards                        | Melhor atriz                                        | Domingo à Noite                      | Venceu    |                 |